# LXIV. Armeekorps
LXIV. Armeekorps var en tysk armékår under andra världskriget. Kåren organiserades den 5 augusti 1944.

## Befälhavare
Kårens befälhavare:
- General der Pioniere Karl Sachs 5 augusti 1944-1 september 1944
- General der Infanterie Otto Lasch 1 september 1944–1 november 1944
- General der Infanterie Hellmuth Thumm 1 november 1944–15 januari 1945
- Generalleutnant Friedrich-Wilhelm Hauck 15 januari 1945–21 januari 1945
- General der Artillerie Maximilian Grimmeiß 21 januari 1945–15 april 1945
- Generalleutnant Helmuth Friebe 15 april 1945–1 april 1945

Stabschef:
- Oberstleutnant Bahr 5 augusti 1944-15 december 1944
- Oberst Koehler  15 december 1944–27 april 1945
- Oberst Anton Staubwasser27 april 1945–1 maj 1945